# مرغابی

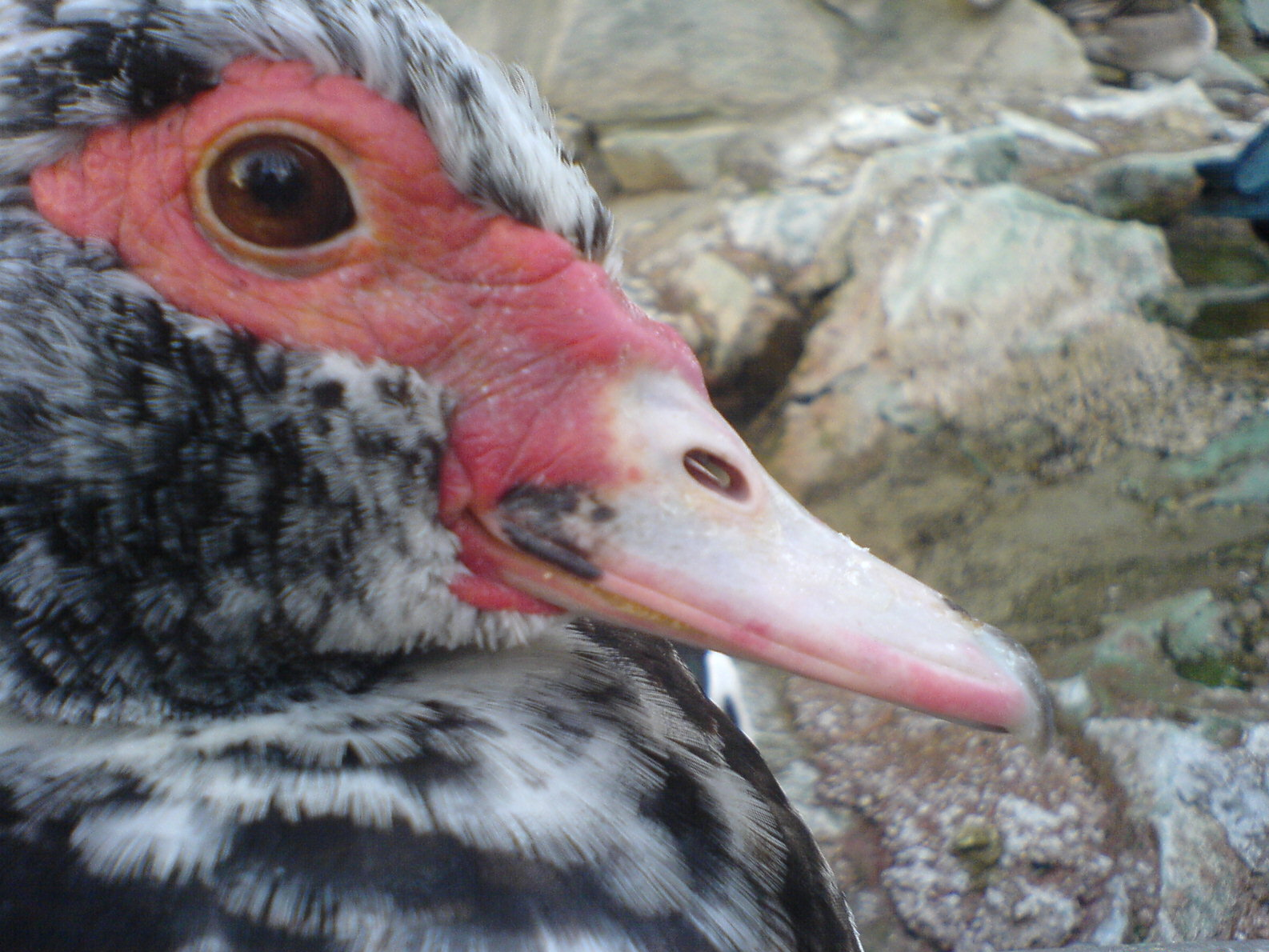
مرغابی اسرائیلی در پارک ملت

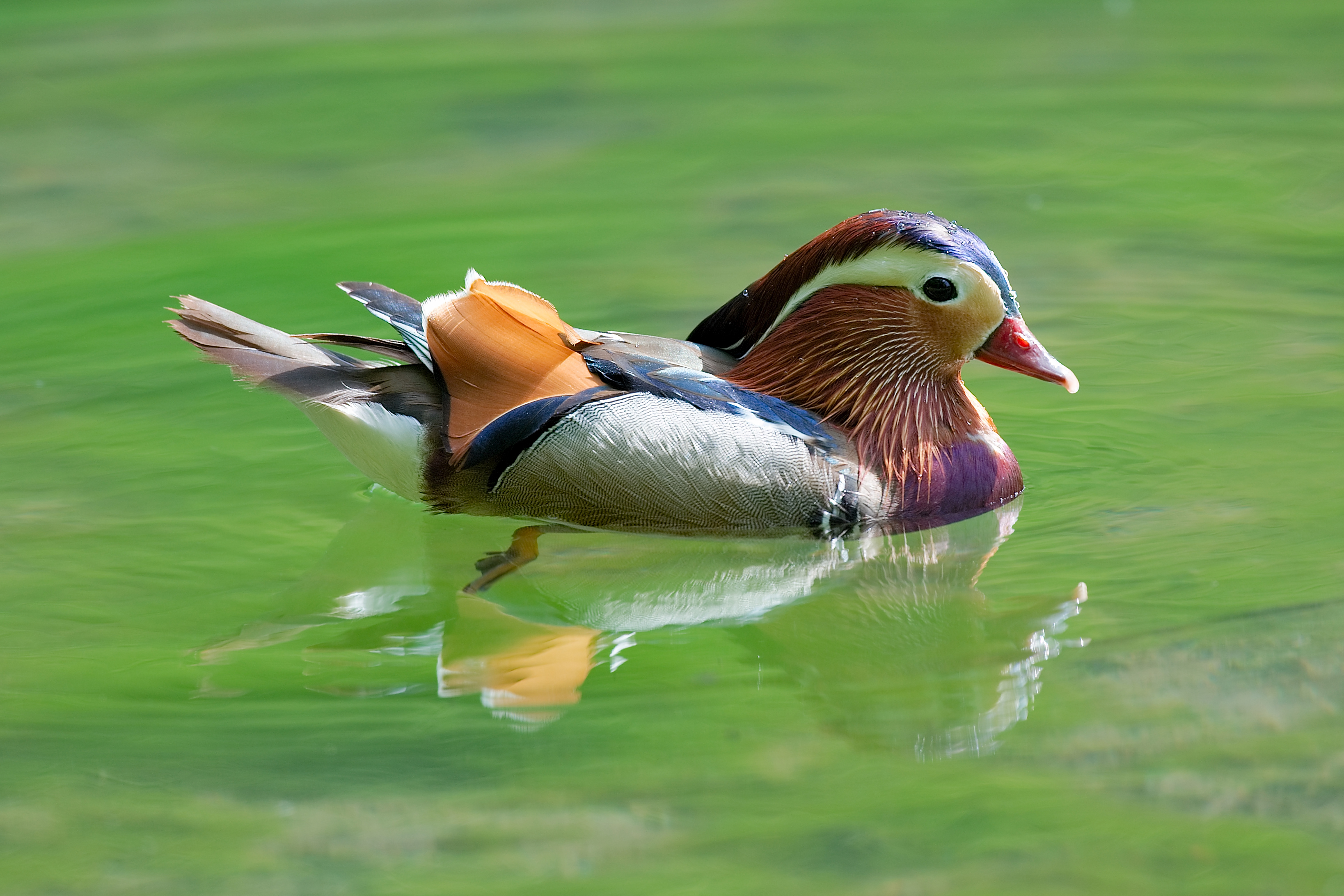
یک ماندارین نر در حال شنا کردن

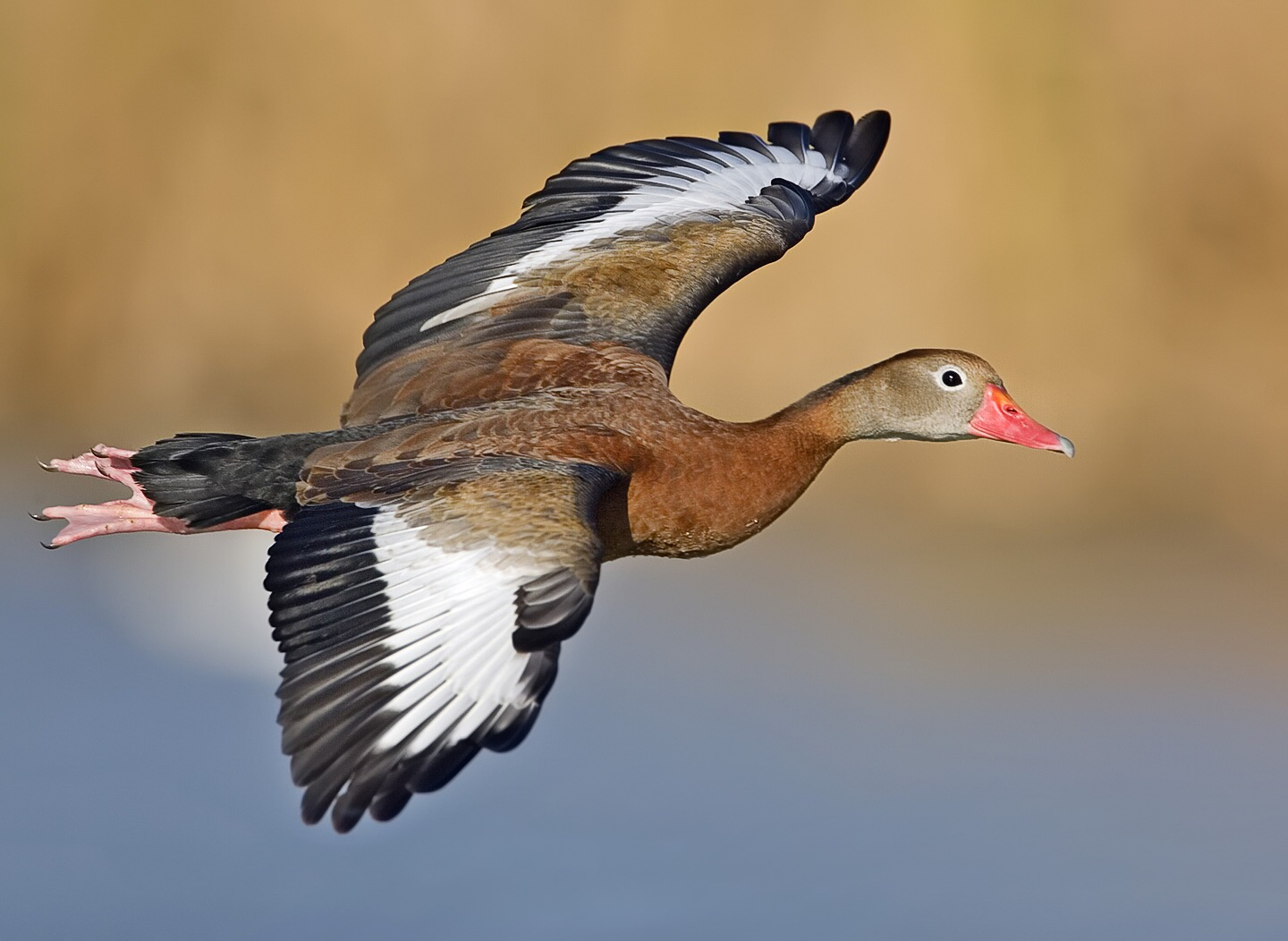
یک سوت‌زن شکم‌سیاه در حال پرواز

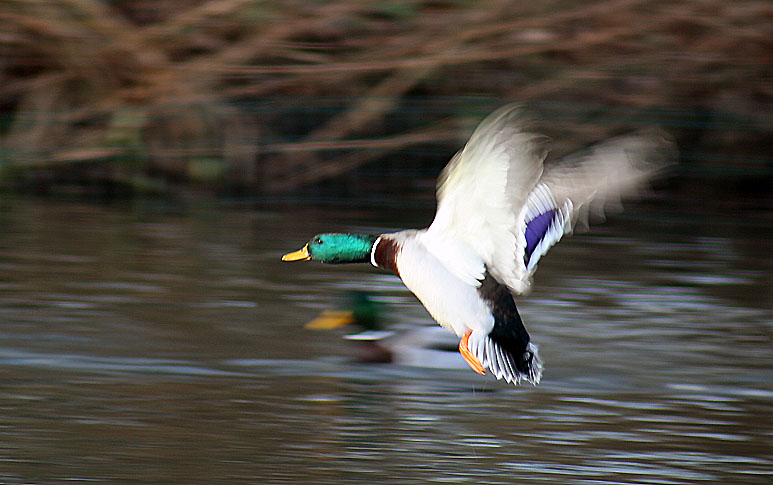
یک مرغابی سرسبز نر هنگام شروع پرواز

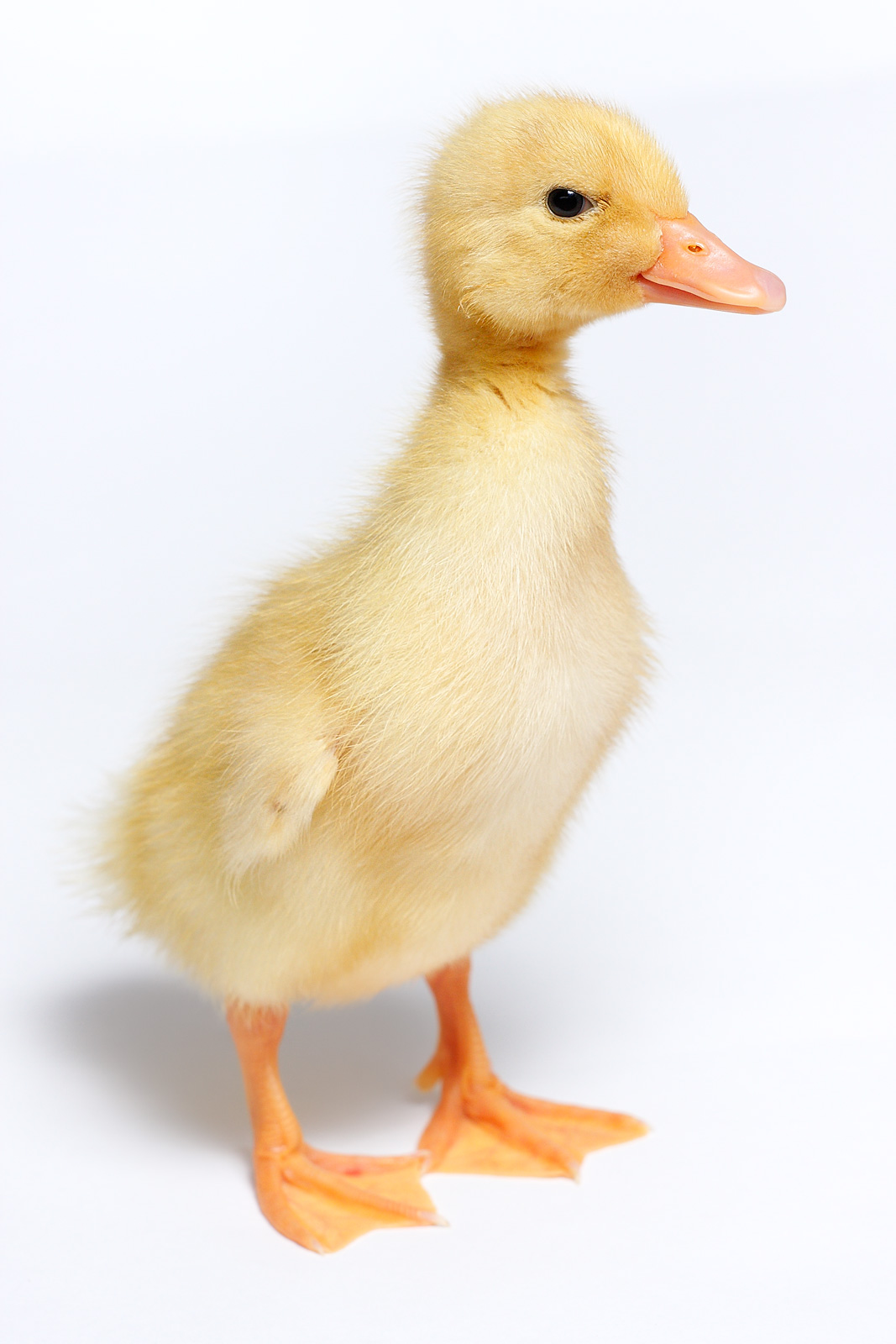
جوجه مرغابی اهلی پکنی

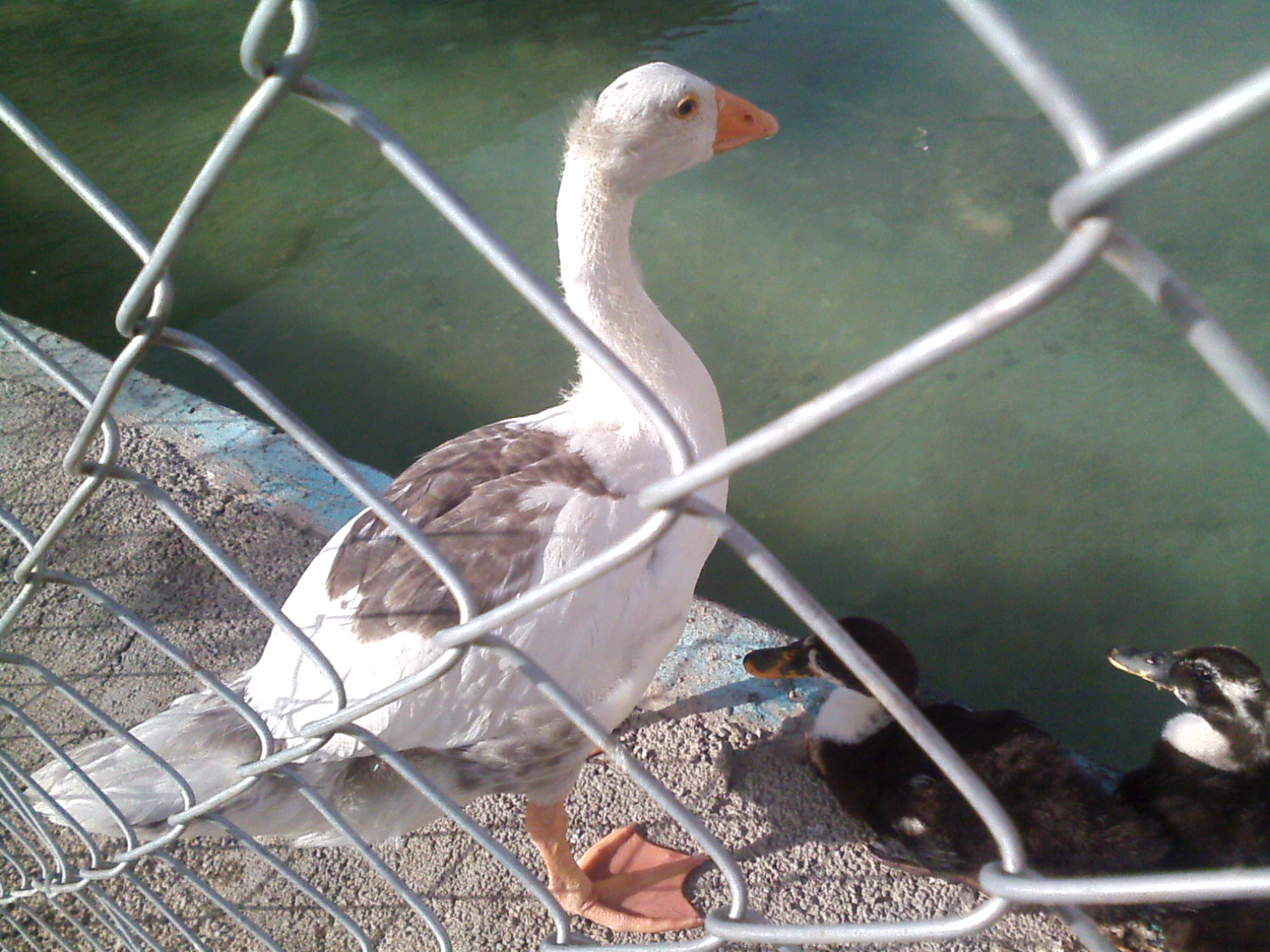

مرغابی یا اردک (به انگلیسی: duck) نامی است که معمولاً برای شماری از گونه‌های غازسانان در خانوادهٔ مرغابیان به کار می‌رود. مرغابی‌ها هم در آب دریا و هم در آب شیرین زندگی می‌کنند.
مرغابی پرنده‌ایست تخم‌گذار که بیشتر در آب زندگی می‌کند. گونه‌های بسیاری از مرغابی در جهان هستند که هنوز شناخته نشده‌اند. این پرنده پرهای چربی دارد تا با برخورد به آب، پرها خیس نشود و پرنده پس از بیرون آمدن از آب سنگین نشود.

## پیشینهٔ پرورش مرغابی
مرغابی یکی از نخستین گونه‌های پرندگان است که به دست آدمی اهلی شده است و به نظر می‌رسد که نخستین بار، اهلی کردن آن در کشور مصر انجام گرفته باشد، زیرا در حفاریهای به‌عمل‌آمده بر روی گور آمنهوتپ سوم، یکی از فراعنهٔ باستانی مصر، که پیرامون ۱۵۰۰ سال پیش از میلاد می‌زیسته است، تصویر یک اردک در بین گل‌های لوتوس دیده شده است، و گفتنی است که مصریان باستان یکی از نخستین اقوام کهن بشری هستند که دست به جوجه‌کشی از این پرنده زدند، و شاید علت توجه مصریان باستان به پرورش این پرنده، کانال‌های پرشمار آبی و رودخانه دراز و ممتد نیل بوده باشد. امروزه نیز پرورش مرغابی به شدت در مصر متداول است.

## ویژگی‌های عمومی مرغابی
مرغابی پرنده‌ای با تن کشیده و پاهای کوتاه است که باعث می‌شود بدنش نزدیکِ زمین جای گیرد. مرغابی از پرندگان نوک‌پهنی است که در جانورشناسی به آن‌ها لاملیورستر یا Lamellirostrate می‌گویند. درازا و حجم بال مرغابی نسبت به دیگر پرندگان متوسط است و مرغابی اهلی بدین دلیل به خوبی نمی‌تواند پرواز کند. گرمای طبیعی تن مرغابی ۷/۴۰ درجهٔ سانتی‌گراد و شمار نبض آن به‌طور میانگین ۳۱۲ بار در دقیقه و شمار تنفسش ۱۶ – ۲۸ بار در دقیقه است. سر بزرگ و قطر منقار آن در بالا و پایین کم است. بدین گونه، از اتصال منقار به یکدیگر برجستگی خاصی از نیمرخ در آن‌ها دیده نمی‌شود. حجم منقار در مرغابی‌ها نسبت به دیگر پرندگان و به ویژه غاز بیشتر است و سطح بیشتری را نسبت به سر و پیکر حیوان اشغال می‌کند. منقار در جای اتصال به سر نازک‌تر از بخش آزاد است؛ از این رو تقریباً به صورت یک بیلچه درآمده است. منقار از غشایی صاف و هموار پوشیده شده است که لبه آن از یک بخش شاخی پوشیده می‌شود. زبان در مرغابی نیرومند و ماهیچه‌ای است و غدد چشائی فراوانی دارد که به وسیلهٔ آن‌ها می‌تواند تا اندازه‌ای مزه مواد غذایی را حس کند. گردن مرغابی کوتاه و قطر آن متوسط است. پرها سراسر تن اردک‌ها را پوشانده و غشای ضخیمی را در روی پوست می‌سازد. این پرها به خوبی روغنی اند و این امر از رسیدن آب و رطوبت به بدن آن جلوگیری می‌کند. مرغابی موجودی بی دندان است و غذا را برای خوردن ابتدا با نوک خود گرفته و در اب خیس کرده و سپس قورت می‌دهد.

## نژادهای اهلی مرغابی
نژادهای پرشماری از مرغابی اهلی در جهان وجود دارد که این نژادها به گروه‌های گوشتی، تخم‌گذار، دو منظوره و تزئینی تقسیم می‌شوند. اینک به معرفی این نژادها می‌پردازیم:
۱. نژاد روئن (Rouen):
سرآغاز این نژاد شهر روئن در ایالت نرماندی فرانسه است که نام نژاد نیز از نام آن گرفته شده است و این نژاد تا اندازه‌ای شبیه نژاد پکین است. این نژاد در اصل از نژاد اردک وحشی سرسبز جدا شده و مرغابی نر آن دارای بال و پرهای زیبای آبی و سبز و سیاه است و در لابلای آن خطوطی سفید قرار دارند. سنگینی مرغابی نر نزدیک به ۵/۴ کیلوگرم و سنگینی مرغابی ماده ۴ کیلوگرم است. از نظر رنگ، نر و ماده در این نژاد ناهمسان هستند و رنگ نرها زیباتر از رنگ ماده‌ها می‌باشد. پیکر نرها نیز از پیکر ماده‌ها بزرگ‌تر است. رنگ مرغابی ماده سفید و قهوه‌ای روشن است و پاها و منقار به رنگ پرتقالی و پوست به رنگ زرد است و مرغابی ماده آن کشش چندانی به خوابیدن بر روی تخم ندارد. ماده مرغابی‌ها سالیانه ۸۰ عدد تخم می‌گذارند که رنگ پوسته تخم خاکستری آبی‌فام تا سبز می‌باشد. گوشتشان بسیار خوشمزه و خوش‌خوراک است.
۲. نژاد ایلسبوری (Aylesbury):
مرغابیی تنبل و سنگین‌وزن از اردک‌های نژاد گوشتی است که منشأ آن دره ایلسبوری در حومه شهر لندن در انگلیس است، و وزن مرغابی نر آن در حدود ۵/۴ کیلوگرم و وزن مرغابی ماده در حدود ۴ کیلوگرم است. این نژاد برای تولید گوشت مناسب است. مرغابی ایلسبوری منقاری بلند، راست و به رنگ سفید صورتی فام، و پاهای پرتقالی رنگ دارد و برخلاف رنگ پوست دیگر نژادهای مرغابی که معمولاً زرد است رنگ پوست مرغابی ایلسبوری سفید است.
میزان تولید تخم آن سالیانه نزدیک به یکصد عدد تخم است.
۳. نژاد آنکونا (Ancona):
این مرغابی از نژادهای گوشتی است و معمولاً جوجه‌های آن به رنگ قهوه ای شکلاتی و سفید و اردک‌های بالغ به رنگ سیاه و سفیداند. سر و گردن و سینه بیشتر زمان‌ها به رنگ سفید و دیگر اجزای بدن به رنگ سیاه است.
۴. نژاد پکنی (Pekin):
سراغاز این نژاد کشور چین است و نخستین بار در سال ۱۸۷۳ به نام یک نژاد مشخص معرفی شده است و هم‌اکنون بیشتر کشتزارهای پرورش مرغابی گوشتی در آمریکا از این نژاد بهره می‌برند. سنگینی مرغابی نر بالغ نزدیک به ۴ تا ۵/۴ کیلوگرم و مرغابی ماده بالغ ۶/۳ تا ۴ کیلوگرم است. این نژاد تخم‌گذار خوبی نیز هست به‌گونه‌ای که سالیانه بین ۱۵۰ تا ۱۸۰ عدد تخم می‌گذارد و سنگینی هر یک عدد تخم آن در حدود ۸۵ گرم بوده و رنگ پوسته آن سفید کرمی ویا سبزفام است. این نژاد دارای تنی کشیده و سینه‌ای پهن بوده و رنگ آن سفید کرمی و رنگ پوست آن زرد و رنگ منقار و پاها پرتقالی است. وجه تمایز مرغابی نر از ماده، وجود دو پر کوچک تابیده در انتهای دم است. امتداد بدن از شانه به سوی پشت، شیب دار بوده و در حقیقت بخش انتهایی تن ودم نزدیک زمین قرار گرفته است. این گونه ساختمان بدن و همچنین طرز راه رفتن، پرنده را شبیه به پنگوئن‌ها می‌سازد. طرز ساختمان بدن سبب شده است که جانور نتواند به آسانی بر روی زمین جفتگیری کند، از این رو برای جفتگیری باید در آب برود. بهترین سن برای عرضه در بازار سن ۸ تا ۱۲ هفتگی است و در این سن وزن اردک بین ۲ تا ۳ کیلوگرم خواهد بود، و پس از آن به تدریج از کیفیت گوشت کاسته می‌شود. این نژاد آرام بوده و شرایط محیطی را به خوبی تحمل می‌کند و در مقایسه با سایر نژادها از بال کوچک‌تری برخوردار است و زیباتر به نظر می‌رسد. مرغابی ماده آن علاقه چندانی به خوابیدن بر روی تخم ندارد.
۵. نژاد خالدار استرالیایی (Australian Spotted):
این نژاد در سال ۱۹۲۰ میلادی در آمریکا به وجود آمد و در سال ۱۹۲۸ برای اولین بار به نمایش گذاشته شد، این نژاد از تلاقی نژادهای مالارد، دم دراز کال، و برخی نژادهای خالدار از گله‌های اردک وحشی استرالیایی به وجود آمد. اندازه جثه این مرغابی‌ها حد واسطی بین گونه مالارد نوک دراز و گونه کال نوک کوتاه می‌باشد. وزن مرغابی نر آن یک کیلو تا ۲/۱ کیلوگرم و مرغابی ماده بین ۸۷۰ گرم تا ۱۰۵۷ گرم می‌باشد. این نژاد از لحاظ رنگ واریته‌های مختلفی نظیر: سرسبز، سر آبی وسر نقره‌ای دارد. اردک خالدار استرالیایی تخم‌گذار خوب و مادری ممتاز است. جوجه مرغابی‌های بسیار فرز و چالاکی دارد و از لحاظ قدرت پرواز همانند نژاد کال Call پرندگانی توانا هستند.

## جایگاه مرغابی
مرغابی از حیواناتی به‌شمار می‌رود که علاقه زیادی به آب دارد و بسیاری گمان می‌کنند که زندگی در خشکی برای حیوان با لذت و رضایت همراه نیست؛ ولی باید دانست که برخلاف تصور، تجربه نشان داده است که اردک خیلی زود به تغییر محیط و وضع موجود عادت کرده و به آسانی قادر است کمبود آب و دریاچه و امثال آن را با مراتع و علف زارهای سبز و خرم جبران نموده و حتی پرورش به طریقه بسته را به نحوی که در مویر سایر طیور اهلی جریان دارد به آسانی و خوبی تحمل نماید. در مورد ساختمان جایگاه ولانه مرغابی‌ها شرایط و اصولی که برای مرغداری‌ها باید در نظر گرفته شود عیناً جهت لانه‌های مرغابی قابل اجرا می‌باشد، منتهی باید در نظر داشت، چون مرغابی‌ها عادت دارند تمام مدت شب و روز را در هوای آزاد زندگی کنند و دائماً در حال حرکت و فعالیت باشند لذا باید سعی شود تا حد امکان محوطه‌های محصور و وسیع و بزرگی را در جلوی هر لانه برای مرغابی‌ها اختصاص داد که حیوانات بتوانند در مواقع لزوم از جایگاه‌های خود خارج شده و در آن قسمت به جست و خیز بپردازند.

## تغذیه مرغابی
برخلاف سایر انواع طیور اهلی، جوجه مرغابی‌ها از همان ساعات اولیهٔ خروج از تخم، علاقهٔ عجیبی به خوردن غذا از خود نشان می‌دهند و معمولاً در چنین هنگامی بهتر است از خوراک‌هایی که در آب وجود دارد یا مواد غذایی که منشأ حیوانی دارند برای تغذیهٔ جوجه استفاده شود؛ ولی چنانچه این کار مقدور نباشد می‌توان روزی پنج الی شش بار مقداری آرد سبوس و پودر شیر و آرد مواد علوفه‌ای را به صورت خمیر درآورده و در اختیار جوجه‌ها قرار داد.
تجربه نشان داده است که ترکیبات مزبور که البته می‌توان اجزای آن را با مواد غذایی و علوفه و دانههای دیگر تعویض نمود، غذای کامل و خوبی برای اردکها به‌شمار می‌رود و به‌خصوص در رشد و نمو جوجه‌ها تأثیر زیادی دارد. رشد جوجه اردک نسبت به سایر طیور اهلی کم و بیش سریع تر است و اگر غذا به میزان کافی و متعادل در اختیار حیوان گذاشته شود، حیوان رشد عجیبی خواهد کرد. تغذیه حیوان از دو هفتگی به بعد تدریجاً کم شده و در سن سه تا چهار هفتگی تعداد دفعات غذا به دو بار در روز تقلیل می‌یابد.